# Beneški dož
Dož je naziv beneških vladarjev. Naslov izhaja iz latinske besede dux, ki pomeni vojvoda.
Doževa oblast je bila popolnoma odvisna od volje »bogate aristokracije« (takrat je obstajala tudi »revna aristokracija« in »zelo revna aristokracija«). Že od vsega začetka je moral dož upoštevati napotke dveh (pozneje šestih) svetovalcev in kmalu je bil ustanovljen še Kolegij modrih, kar bi bil današnji ministrski svet, sprva sestavljen iz šestih članov, nato postopoma do šestnajstih. Od leta 1148 dalje je moral dož javno priseči zvestobo Benetkam in od leta 1268 dalje se je ta prisega sestavljala ad hominem, to se pravi, da je posebna komisija sestavljala besedilo prisege nalašč za tistega doža, s čimer je čim bolj omejevala njegove specifične interese. Na ta način se je doževa oblast vedno bolj krčila. Edina pravica, ki je aristokracija ni nikoli kratila, je bila poveljstvo mornarice in pehote v vojnem času. Ta pravica se je imenovala ammiragliato, torej so bili doži dejansko admirali, čeprav niso bili nosilci specifičnega naslova. 